# Биггс, Патрик
Патрик Биггс (род. 11 октября 1982 года, Бервик, Австралия) — канадский горнолыжник, участник олимпийских игр 2006 и 2010 годов. Чемпион Канады.

## Биография
Отец Патрика Биггса — австралиец, мать — канадка. До пяти лет он прожил в штате Виктория, Австралия, а затем семья переехала в Оттаву. В шесть лет он начал ходить в лыжный клуб. Среди других спортивных увлечений гольф, сёрфинг и теннис.

## Спортивная карьера
В сезоне 2004—2005 года состоялся дебют Патрика Биггса на кубке мира. Он показал несколько хороших результатов в слаломе, став 10-м 9 января и 1 января 2005 года. В том же году стал чемпионом Канады по слалому. В дальнейшем показывал результаты несколько хуже. Принимал участие в чемпионате мира по горнолыжному спорту в 2005 и 2007 году (слалом). Оба раза стал 9-м. Многократный призёр северо-американского кубка.
На олимпийских играх Патрик Биггс дебютировал в 2006 году, где стартовал в слаломе: он был десятым после первой попытки, но не дошёл до финиша во второй. На домашней олимпиаде Биггс принял участие в гигантском слаломе.